# Gairdnerovo jezero
Gairdnerovo jezero (anglicky Lake Gairdner) je bezodtoké mělké slané jezero v Jižní Austrálii. Má rozlohu 4700 km². Je 160 km dlouhé a 48 km široké. Leží v nadmořské výšce 100 m. Nachází se severně od zálivu Spencer v polopouštní rovině s dunovým reliéfem z červených písků (Gawler Ranges). Směrem na jihovýchod se nachází Port Augusta ve vzdálenosti 150 km a Adelaide ve vzdálenosti 440 km.

## Dno
V suchém období se mění v plochou propadlinu pokrytou viskózním jílem a slanou vrstvou. Tloušťka slané vrstvy dosahuje až 1,2 m.

## Název
Jezero pojmenoval guvernér Jižní Austrálie Richard MacDonnell v říjnu 1857 po Gordonu Gairdnerovi, který byl vedoucím australského oddělení koloniálního úřadu.